# Külső könyökdudor

Külső könyökdudor piros színű

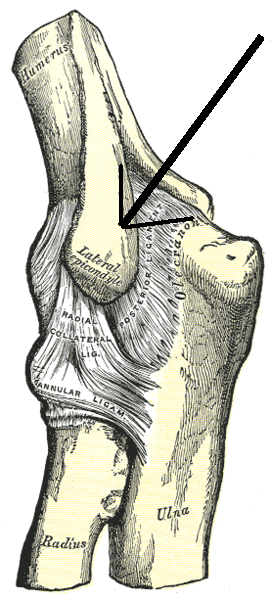
A könyök

A külső könyökdudor (latinul epicondylus lateralis humeri) a felkarcsont (humerus) alsó külső részén található. Kisebb mint a belső könyökdudor (epicondylus medialis humeri). A könyökízület ligamentum collaterale radiale-jének biztosít eredési pontot, a hanyintó alkari izomnak (musculus supinator) és egy közös ínnak amiről néhány feszítő izom ered. Leggyakoribb betegsége az epicondylitis lateralis humeri (teniszkönyök), melynek oka a rajta eredő feszítőizmok okozta vongálás (tenisz, klaviatúrák stb.).